# Christ noir d'Esquipulas
Le Christ noir d'Esquipulas (en espagnol : Nuestro Señor de Esquipulas) est une sculpture de Jésus-Christ en croix placée dans la basilique du Christ-Crucifié d'Esquipulas au Guatemala. Elle fait l'objet de la dévotion et la vénération de millions de catholiques d'Amérique centrale.

## Histoire
L'évangélisation des peuples de cette région de Mésoamérique par les missionnaires espagnols a débuté en 1530 après la conquête d'Esquipulas. En 1594, une récolte exceptionnelle de coton permit aux habitants de passer commande d'une sculpture de Jésus en croix.
Don Cristobal de Morales, vicaire du diocèse, contracte alors le sculpteur portugais Quirio Cataño qui vivait à Santiago de los caballeros de Guatemala, actuelle ville de La Antigua Guatemala, située à 230 km de la ville d'Esquipulas.
L'original du contrat passé aurait été longtemps conservé à la paroisse de Quezaltepeque, jusqu'à ce que Fray Andrés de la Navas y Quevedo (1683 - 1701), évêque de Guatemala, en fasse faire une copie à la suite de la détérioration de l'original. Le texte du contrat stipulait : « Dans la ville de Santiago de Guatemala, 29e jour du mois d'Août 1594, Cristóbal de Morales, vicaire de ce diocèse, a traité avec Quirio Cataño, de profession sculpteur, pour faire pour les habitants d'Esquipulas un crucifix de taille d'une aune et demi bien fini et détaillé, qu'il devra livrer au prochain jour de San Francisco, et pour lequel il recevra cent pièces de quatre réaux d'argent chacune ; en acompte duquel il a reçu cinquante pièces effectivement payées et qui l'obligent lui, sa personne et ses biens et a signé de son nom avec le vicaire -Cristobal de Morales - Quirio Cataño. »
La tradition orale raconte que les habitants d'Esquipulas se sont rendus à la ville de Santiago de los caballeros pour prendre livraison de la sculpture. Ce serait alors pendant le voyage de retour que les habitants des villages traversés en auraient été tellement admiratifs qu'ils auraient demandé aux voyageurs de rester avec elle au moins une nuit. De là viendrait la tradition de pèlerinage qui perdure encore de nos jours pour vénérer cette représentation du Christ. 
La sculpture a été livrée à Esquipulas le 9 mars 1595 en présence de l'évêque Fray Gómez Fernández de Córdova qui aurait été tellement impressionné par la beauté de l'œuvre qu'il aurait décidé de fixer au 9 mars de l'année suivante le début des dévotions à Esquipulas. La date coïncidait également avec celle à laquelle il fut nommé évêque de Guatemala en 1574.
Initialement installé à la paroisse d'Esquipulas, le Christ Noir est déplacé le 6 janvier 1759, sur demande de l’archevêque Francisco José de Figueredo y Victoria, à la basilique nouvellement édifiée dans la ville.
Lors de son déplacement en Amérique centrale, le lundi 5 février 1996, le pape Jean-Paul II a célébré lors d'une messe à la basilique d'Esquipulas le 400e anniversaire du Christ Noir.
La tradition orale a longtemps affirmé que la couleur noire du bois de la sculpture avait été délibérément choisie par son auteur pour faire celle-ci à l'image de la peau des habitants d'Esquipulas, descendants des peuples mayas Chortí. Cependant, plus récemment, l'architecte Eduardo Andrade a affirmé que les travaux de restauration de la sculpture avaient fait apparaître que le bois d'origine était de tons clairs et que la couleur très spécifique de l'œuvre tenait en fait à l'accumulation séculaire de la fumée des cierges et des touchers des pèlerins venus se recueillir.

## Religion
Le Christ noir, connu également sous le nom du « Seigneur miraculeux d'Esquipulas », est célébré à l'occasion de la fête patronale d'Esquipulas, chaque jeudi de l'Ascension. C'est l'occasion de la venue de très nombreux pèlerins de toute l'Amérique centrale mais aussi du monde entier.
On attribue à la sculpture des pouvoirs miraculeux qui remonteraient à 1603, date à laquelle un domestique mexicain très pauvre se serait rendu au sanctuaire en pèlerinage. Sur le chemin du retour, il aurait alors pris en souvenir trois pierres du fleuve Tepoctum pour les offrir à son épouse. Au moment de les lui remettre, le couple aurait constaté que les pierres étaient en or, leur permettant de sortir la famille de la pauvreté. Un peu plus tard, en 1618, un habitant de Grenade, Pedro Ruiz, serait venu au sanctuaire avec vingt ulcères de la jambe, sans espoir de remède. Une heure après s'être prosterné devant la sculpture, dix-huit des vingt ulcères avaient disparu, de sorte que les deux restants purent être soignés et sa vie sauvée.

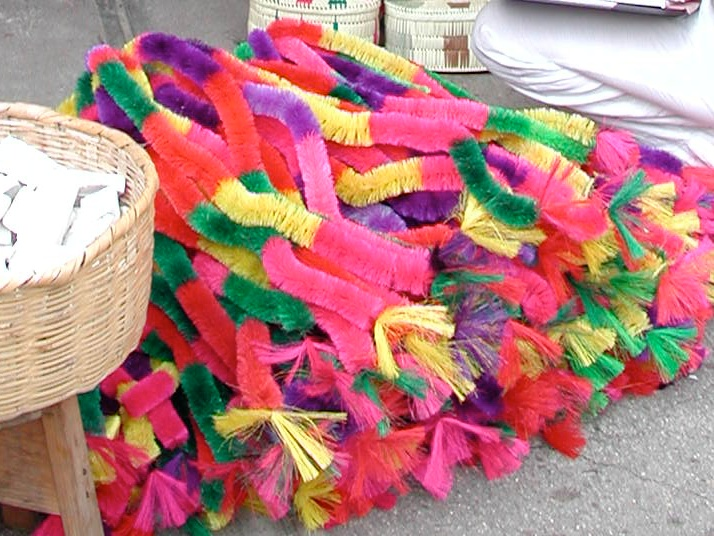
Gusanitos de Esquipulas

## Traditions
La tradition locale veut que, au retour de pèlerinage, les pèlerins décorent leur véhicule de guirlandes de paille typiques et très colorées, les « gusanitos » d'Esquipulas fabriquées par les artisans locaux et vendues aux alentours de la basilique. Par ce souvenir, les pèlerins emportent sur tout leur chemin de retour la ferveur avec laquelle ils sont allés se recueillir, et la transmettent à tous ceux qu'ils croisent dans le sens contraire de leur route.
Une chanson dédiée au Seigneur miraculeux d'Esquipulas a été écrite en 1948 par le compositeur guatémaltèque José Ernesto Monzón Reyna. Il en existe l'interprétation orchestrale en marimba traditionnelle, ou vocale. La chanson célèbre l'ampleur et la dévotion des pèlerinages.